# Kinton (Shropshire)
Kinton – wieś w Anglii, w hrabstwie Shropshire. Leży 14 km na północny zachód od miasta Shrewsbury i 238 km na północny zachód od Londynu.